# ميسيل كامبوس
ميسيل كامبوس (بالإنجليزية: Angel Campos)‏ هو حكم كرة قاعدة ‏ أمريكي، ولد في 22 أغسطس 1973 في مونتكلير في الولايات المتحدة.